# Akira Nishimura
Akira Nishimura (Japans: 西村朗, Nishimura Akira) (Osaka, 8 september 1953 – Tokio, 7 september 2023) was een Japans componist, muziekpedagoog en dirigent.

## Levensloop
Nishimura kreeg al tijdens zijn High-School periode muzieklessen bij onder anderen Tomojiro Ikenouchi. Hij studeerde van 1973 tot 1980 muziektheorie en compositie aan de Tokyo National University of Fine Arts and Music (東京藝術大学 Tōkyō Gei-jutsu Daigaku), nu: Tokyo University of the Arts, in Tokio bij onder anderen Teruyuki Noda en Akio Yashiro. Naast deze studies studeerde hij tegelijkertijd traditionele Aziatische muziek, religie, esthetica, kosmologie, heterefonische concepties. Al deze vakken hebben zijn compositorisch werken beïnvloed.
Hij is professor in muziek aan het Tokyo College of Music, in Ikebukuro, Tokio. Nishimura is eveneens dirigent van de Izumi Sinfonietta Osaka.
Als componist schreef hij werken voor alle genres zoals muziektheater, werken voor orkest, harmonieorkest, vocale muziek, kamermuziek en voor traditionele Japanse instrumenten. Nishimura behaalde talrijke nationale en internationale prijzen en onderscheidingen zoals 1e prijs bij de 43e "Japan Music Competition Contest" (1974), grote prijs tijdens de Koningin Elisabethwedstrijd in Brussel (1977), de "Luigi Dallapiccola compositie wedstrijd" in Milaan (1977), de "Otaka compositie prijs" (1988; 1992; 1993 en 2008), de "Kenzo Nakajima prijs 'Practical Selection'" (1991), de "Japan Contemporary ArtsPromotion Prize" (1994), de "Exxon Mobil Music Award" (2001), de "Bekku Music Award" (2002), de 36e "Suntory Music Award" (2004) de "Mainichi Art Prize" (2005) alsook de "Music Pen Club Award" (2008). Zelf was hij jurylid tijdens het "Toru Takemitsu compositie prijs" in 2007.
Nishimura was huiscomponist van het "Orchestra-Ensemble Kanazawa" en van 1994 tot 1997 van het Tokyo Symphony Orchestra, toen onder leiding van Kazuyoshi Akiyama.
Nishimura overleed aan kanker op 69-jarige leeftijd.

## Composities

### Werken voor orkest

#### Symfonieën
- 1976 Symfonie nr. 1, voor orkest
- 1979 Symfonie nr. 2 "Three Odes", voor orkest
- 2003 Kamersymfonie nr. 1, voor kamerorkest
- 2003 Symfonie nr. 3 "Inner Light", voor orkest
- 2003 Kamersymfonie nr. 2 "Concertante", voor kamerorkest
- 2005 Kamersymfonie nr. 3 "Metamorphosis", voor kamerorkest

#### Concerten voor instrumenten en orkest
- 1979 Concert nr. 1 "Guren", voor piano en orkest
- 1982 Concert nr. 2, voor piano en orkest
- 1987 Heterefonie, voor twee piano's en orkest
- 1989 Navel of the Sun, voor hichiriki en orkest
- 1990 Concert, voor cello en orkest
- 1990 Tapas, concert voor fagot, slagwerk en strijkorkest
- 1991 Double Concerto "A Ring of Lights", voor viool, piano en orkest
- 1992 Astral concerto "A Mirror of Lights", voor Ondes Martenot solo en orkest
- 1994 Serpent in the Sky, voor yokobue (Japanse bamboefluit) solo en orkest
- 1994 A Mirror of Mist, voor viool (solo) en strijkorkest
- 1996 Concert "Flame and Shadow", voor altviool en orkest
- 1997 River of Karuna I, voor viool solo en strijkorkest
- 1997 A Stream - after dark, voor piano en kamerorkest
- 1998 Concert nr. 1 "After Glow", voor viool en orkest
- 1999 Esse in Anima - Concert, voor altsaxofoon en orkest
- 2000 Karura-concerto, voor hobo en kamerorkest
- 2001 Concert nr. 2 "Mani", voor viool en orkest
- 2002 Jukai (A Sea of Trees)-Concerto, voor 20-snaren koto en orkest
- 2002 Concert, voor altviool en strijkorkest
- 2004 Concert "A Shaman", voor piano en orkest
- 2004 Concert "Born on the Wind", voor harp en orkest
- 2005 Concert "Kavira", voor klarinet en orkest

#### Andere werken voor orkest
- 1973 Ceremony, voor twee sopranen en orkest
- 1974 Prelude, voor orkest
- 1977 Mutazioni, voor orkest
- 1983 Nostalgia, voor orkest
- 1990 Into the Light of the eternal Chaos, voor orkest
- 1991 Music of Dawn, voor shōmyō (boeddhistische gezangen) gagaku en orkest
- 1992 Hoshi-Mandala, voor orkest
- 1993 Bird Heterophony, voor orkest
- 1994 Birds in Light, voor orkest
- 1995 Melos Aura, voor orkest
- 1995 Vision in Twilight, voor orkest
- 1995 Zeami, Muziek voor een ballet
- 1996 Canticle of Light, voor orkest
- 1996 Monody, voor orkest
- 1997 Padma Incarnation, voor orkest
- 1999 Rhapsody "Ishikawa", voor orkest
- 2000 Melodies from Light and Shadow, voor orkest
- 2000 East Asian Fantasy, voor orkest
- 2005 Orgone, voor kamerorkest
- 2006 Fanfare, voor orkest
- 2007 Vision and Mantra, voor orkest
- 2007 Sinfonietta on Beethovens eight Symphonies, voor orkest
- 2008 Rainbow Body (Corps d’arc-en-ciel), voor orkest

### Werken voor harmonieorkest
- 1990 rev.1994 Fugaku, heterofonie voor harmonieorkest
- 1997 Concert, voor dwarsfluit en harmonieorkest (opgedragen aan: Aurèle Nicolet)
- 2008 HIGI I, voor harmonieorkest

### Muziektheater

#### Opera's
| Voltooid in | titel                                              | aktes | première                                               | libretto                                                  |
| ----------- | -------------------------------------------------- | ----- | ------------------------------------------------------ | --------------------------------------------------------- |
| 1986        | オペラ 八月の熱い雨 (Hot Rain in August), TV-Opera |       | 1986, Tokio, Nippon Hoso Kyokai (NHK)-TV               |                                                           |
| 1999        | 室内オペラ 絵師 - Eshi                             |       | 30 mei 1999, Hannover, Niedersächsisches Staatstheater | van de componist naar "Jigokuhen" van Ryunosuke Akutagawa |

#### Toneelmuziek
- 1989 Awa no uta, voor 18 stemmen en 16 traditionele Japanse instrumenten

#### Muziek voor de radio
- 1979 In Search of the Land of Immortality, muzikale verse voor de radio

### Vocale muziek

#### Werken voor koor
- 1978 Bekira no Fuchi Yori, voor gemengd koor a capella - tekst: vanuit "Soji"
- 1984 Maborosi no Bara, voor gemengd koor en piano - tekst: Takuji Ohte
- 1985 Soyogu Gen-Ei, voor gemengd koor en piano - tekst: Takuji Ohte
- 1985 Himitsu no Hana, voor vrouwenkoor en piano - tekst: Takuji Ohte
- 1990 Seven Poems of Princess Shikishi, voor gemengd koor a capella
  1. Hana no Hikari
  2. Adashi-no no
  3. Shirube-seyo
  4. Yume
  5. Kimi-yuyeya
  6. Sumishi Yo no
  7. Haru
- 1990 Dai-hi-shin_dharani, voor vrouwenkoor a capella - tekst: vanuit "Dai-hi-shin-dharani"
- 1990 Kagoroi no Koi-Uta, voor gemengd koor a capella - tekst: Kakinomoto no Hitomaro
- 1992 Jakko Aika, voor vrouwenkoor a capella - tekst: Heike Monogatari
- 1993 Mantra of the Light, voor vrouwenkoor en orkest
- 1994 Aquatic Invocation, voor gemengd koor en piano - tekst: vanuit "Dahrani"
- 1995 Gion-Soshi, voor vrouwenkoor a capella - tekst: Isamu Yoshii
  1. Gion
  2. Mai Hime
  3. Kawara Yomogi
  4. Oren
  5. Ranzan
- 1996 Five Lyrics of "The blue cat", voor vrouwenkoor, klarinet, viool, cello en piano - tekst: Sakutaro Hagiwara
- 1998 Ukifune, voor vrouwenkoor a capella - tekst: Genji Monogatari
- 2000 Kagiroi no Banka, voor vrouwenkoor a capella - tekst: Kakinomoto no Hitomaro
  1. Asuka no Himemiko eno Banka
  2. Iwa no Naka ni Mimakareru Hito eno Banka
  3. Tsuma eno Banka
- 2000 Seishoku Haien, voor vrouwenkoor a capella - tekst: Kaita Murayama
- 2000 Shinitamau Haha, voor gemengd koor a capella
  1. Hiroki Ha wa
  2. Tsubakurame
  3. Hafuri-bi
  4. Kagiroi no
- 2000 Katsute shinko wa chijo ni atta, voor mannenkoor en slagwerk - tekst: Sakutaro Hagiwara
- 2001 Inner Moonlight, voor gemengd koor, countertenor (of sopraan) - tekst: Sakutaro Hagiwara
- 2001 Samsara, voor mannenkoor en piano - tekst: Sakutaro Hagiwara
- 2002 Cho wo yumemu, voor gemengd koor a capella - tekst: Chuya Nakahara (I), Sakutaro Hagiwara (II) en Takuji Ohte (III)
  1. Ein Märchen
  2. Cho wo Yumemu (Dream of Butterfly)
  3. Face of April
- 2002 Ryokai-Shingon, voor gemengd koor a capella - tekst: Ryokai Shingon
- 2006 Eiketsu no asa, suite voor driestemmig koor en piano - tekst: Kenji Miyazawa
  1. Eiketsu no Asa
  2. Matsu no Hari
  3. Museidoukoku
- 2007 Sentei Gojyusui, voor gemengd koor en 20-snaren koto - tekst: Heike Monogatari
- 2008 Hyoga no uma, suite voor gemengd koor en piano - tekst: Takuji Ohte
  1. Aozameta Sogyo no Bara no Hana
  2. Kodachi wo meguru fushigi
  3. Hyoga no Uma
- 2008 Lemon Aika, suite voor gemengd koor en piano - tekst: Kotaro Takamura
  1. Chidori to asobu Chieko
  2. Sanroku no futari
  3. Lemon Aika

#### Liederen
- 1987 Gaka II, Abstraction of Heterophony, voor sopraan, klarinet, viool en 2 piano's
- 1989 Mana II, voor mezzosopraan en 5 slagwerkers
- 1995 Crepuscule, voor sopraan, trompet en orgel
- 1997 Nirvana, voor sopraan (of bariton) en piano
- 2000 Nirvana, voor sopraan, piano en strijkkwartet
- 2004 Rin-Ne, voor sopraan en piano
- 2005 Hanayakana Jyosho, voor tenor en 20-snaren koto

### Kamermuziek
- 1974 Sonate, voor viool en piano
- 1975-1987 Heterophony, voor strijkkwartet
- 1985 Khayal, voor dwarsfluit en piano
- 1987 Gaka I, Concrete of Heterophony, voor shakuhachi, dwarsfluit, koto en cello
- 1987 Gaka III, Generalize of Heterophony, voor viool en 2 piano's
- 1988 Gaka IV, Heterophony on Drone, voor viool en cello
- 1989 Mana I, voor twaalf cello
- 1989 Organums, voor dwarsfluit, klarinet, viool, piano en vibrafoon
- 1990 Honey of Light, voor klarinet, hobo, hoorn, 2 violen, altviool, cello en twee slagwerkers
- 1991 Voice of the Sun, voor solo marimba, hobo, sopraansaxofoon en twee slagwerkers
- 1992 Strijkkwartet nr. 2 "Pulses of Light"
- 1993 Silver Cord, voor Ondes Martenot en cello
- 1994 Canon Waves, voor altvioolkwartet
- 1996 Fragment and Echo, voor viool, cello en piano
- 1996 Light of Padma, voor viool en orgel
- 1996 Aquatic Aura, voor klarinet en piano
- 1996 Duologue, voor pauken en piano
- 1996 Meditation on the melody of gagku "Kotoriso", voor twee klarinetten en accordeon
- 1997 Lamento, voor altsaxofoon en piano
- 1997 River of Karuna II, voor klarinet en negen muzikanten
- 1997 Strijkkwartet nr. 3 "Avian"
- 1998 Halos, voor trompet en piano
- 1999 Antiphony, voor trompet en orgel
- 2001 Water Voice, voor marimba en piano
- 2001 Ritual, voor cello en piano
- 2002 Madoromi I, voor viool en piano
- 2002 Madoromi II, voor hobo en 2 klarinetten
- 2003 Madoromi III, voor klarinet en piano
- 2004 Prelude to Nataraja, voor marimba en piano
- 2005 Rurikou Garden, voor viola da gamba-kwartet
- 2007 Strijkkwartet nr. 4 "Nrsimha"

### Werken voor orgel
- 1985 Meditation of Vishnu
- 1996 Prelude "Vision in Flames"

### Werken voor piano
- 1972 Sonata
- 1978 Tritrope
- 1983 rev.1989 Penguin-suite
- 1985 Vibrancy Mirrors, voor twee piano's
- 1987 Hoetsu no kane (Carillons of Ekstasis)
- 1987 Dance for eight Hands, voor twee piano's (achthandig)
- 1991 Because
- 1992 Mirror of Star
- 1994 Three Visions
- 1996 Poem of Water, voor twee piano's
- 1997 Silence and Light - in memory of Kuniharu Akiyama
- 1998 Opalesque Sonata
- 1998 Tango
- 1999 Nightmare
- 1999 Night Glow
- 2000 Toccata
- 2001 Avatars
- 2002 Arirang Fantasy
- 2003 Night Spell
- 2005 Roses Metamorphosis
- 2006 Two Rondos by Paganini's Violin Concerto Nos. 4 & 5
- 2006 Mystic Bells
- 2006 Kalavinka
- 2006 Scherzo in D
- 2007 Drops in Light

### Werken voor harp
- 1999 Illusion in the mirror, voor 2 harpen
- 2003 Legend, voor harp

### Werken voor gitaar
- 1989 Pipa, voor 3 gitaren - première: 1989 te Amsterdam door het "Amsterdams Gitaar Trio"

### Werken voor slagwerk/percussie
- 1979 Kecak, voor zes slagwerkers
- 1982 Tala, voor zes slagwerkers
- 1985 Matra, voor solo marimba, solo pauken en vijf slagwerkers
- 1988 Padma in Maditation, voor zes slagwerkers
- 1988 Legong, voor zes slagwerkers
- 1988 Timpani Concerto, voor solo pauken en vijf slagwerkers
- 1989 Kala, voor solo marimba en zes slagwerkers
- 1992 Ektal, voor 3 marimba spelers en twee slagwerkers
- 1992 Seishin-Kagura, voor Japans slagwerk - 8 spelers
- 1995 Mirror of the Moon, voor yokobue en zes slagwerkers
- 2001 Improvisation, voor marimba
- 2002 Yantra, voor zes slagwerkers

### Werken voor traditionele Japanse instrumenten
- 1982 Taqsim, voor 20-snaren koto solo
- 1984 Guren I, dubbel concert voor shakuhachi solo, koto solo, 5 kotos, 3 17-snaren kotos en 2 slagwerkers
- 1987 Iris of Time, voor zeven kotos en 3 17-snaren kotos
- 1988 Nanae, voor 20-snaren koto solo
- 1988 Jyushichigen no sho, voor 17-snaren koto solo
- 1988 Saika, voor koto solo
- 1988 Voices Phantasma - Flame, concert voor 20-snaren koto en strijkorkest
- 1989 Karin, voor shakuhachi solo en slagwerk solo
- 1990 Toki no mitsu, voor shamisen solo
- 1990 Fugenraku, voor Pro Musica Nipponia (Orkest met traditionele Japanse instrumenten)
- 1992 Kamunagi, voor 17-snaren koto en slagwerk
- 1992 Shakko, voor shakuhachi en 20-snaren koto
- 1996 Firefly, voor shinobue (Japanse bamboefluit) solo
- 1997 Toki no kagero, voor shakuhachi, koto ensemble en slagwerk
- 1999 Rurikin, voor 20-snaren koto solo
- 2000 Ko, voor shakuhachi solo
- 2004 Hisui-Hengen, voor yokobue en 20-snaren koto
- 2004 Mugen no hikari (Dream being of Light), voor gagakuorkest

### Elektronische muziek
- 1981 Ode for Ekstasis, voor geluidsband